# 奥山村
奥山村（おくやまむら）は、静岡県引佐郡にあった村である。現在は浜松市浜名区の一部になっている。
村の中心部は、臨済宗方広寺派の大本山で、「奥山の半僧坊」として知られる深奥山方広寺の門前町で、1964年まで、浜松駅から軽便鉄道が通じ、参拝客が多かった。
静岡県内には他に周智郡にも奥山村があったが、1925年の町制施行時に水窪町と改称した。

## 歴史
- 1889年4月1日 - 町村制施行に伴い、引佐郡奥山村、狩宿村（かりしゅくむら）、谷澤村（やざわむら）、田畑村（たばたけむら）、栃窪村（とちくぼむら）、黒淵村（くろぶちむら）が合併し、奥山村が発足。
- 1955年5月1日 - 引佐町・伊平村・鎮玉村と合併し、改めて引佐町が発足。同日奥山村廃止。
- 2005年（平成17年）7月1日 - 引佐町が浜松市に編入。
- 2007年（平成19年）4月1日 - 浜松市が政令指定都市に移行。旧村域が北区となる。
- 2024年（令和6年）1月1日 - 浜松市の行政区再編に伴い、旧村域が浜名区となる。

## 交通

### 鉄道路線
- 遠州鉄道
  - 奥山線
    - 四村駅 - 田畑駅 - 中村駅 - 小斎藤駅 - 奥山駅